# Hohendodeleben
Hohendodeleben este o comună din landul Saxonia-Anhalt, Germania.